# Lepthyphantes phialoides
Lepthyphantes phialoides este o specie de păianjeni din genul Lepthyphantes, familia Linyphiidae, descrisă de Scharff, 1990.
Este endemică în Tanzania. Conform Catalogue of Life specia Lepthyphantes phialoides nu are subspecii cunoscute.